# Arc de triomphe de Narva
L’arc de triomphe de Narva (en russe : Нарвские триумфальные ворота) a été construit en 1814 afin de célébrer la victoire russe sur Napoléon Ier. Il est placé à l'embouchure de la route menant de Saint-Pétersbourg à Peterhof, Narva et Revel. Il s’agit d'un homologue russe à l’arc de triomphe du Carrousel.
La porte a été reconstruite en 1827-1834 par Vassili Stassov. La décoration sculpturale a été conçue par Vassili Demuth-Malinovski. La structure est surmontée de six chevaux conduits par Niké, la déesse de la victoire. Les chevaux sont l'œuvre de Peter Clodt von Jürgensburg. Les touristes peuvent visiter un musée militaire accessible par une petite porte.
Lors du sanglant Dimanche rouge du 9/21 janvier 1905, à Saint-Pétersbourg, les manifestants subirent une répression sanglante  durant une manifestation populaire sur la place du Palais d'Hiver par l'armée du tsar Nicolas II qui tira sur la foule. Cette dernière était postée autour de l'arc de triomphe de Narva.

## Galerie

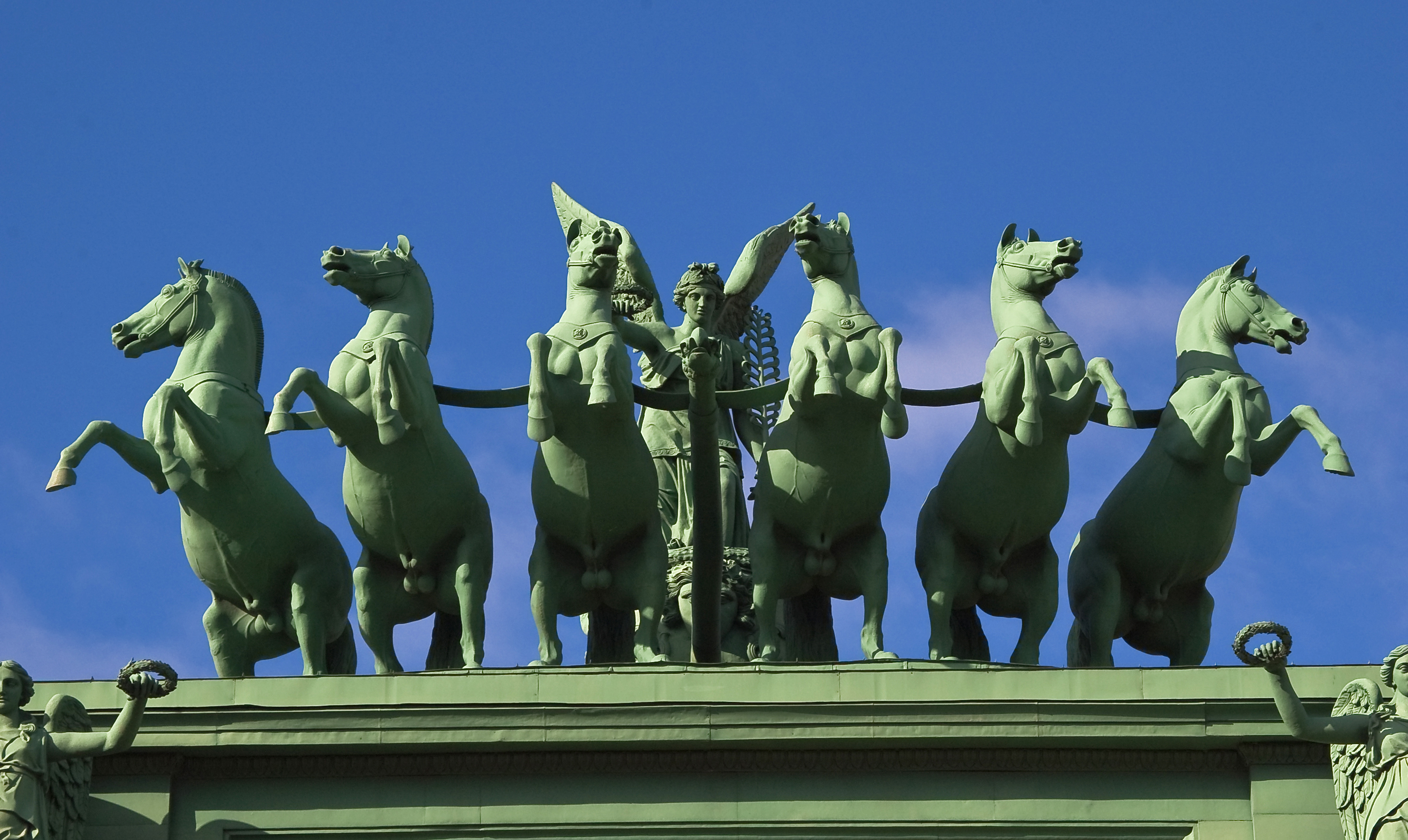
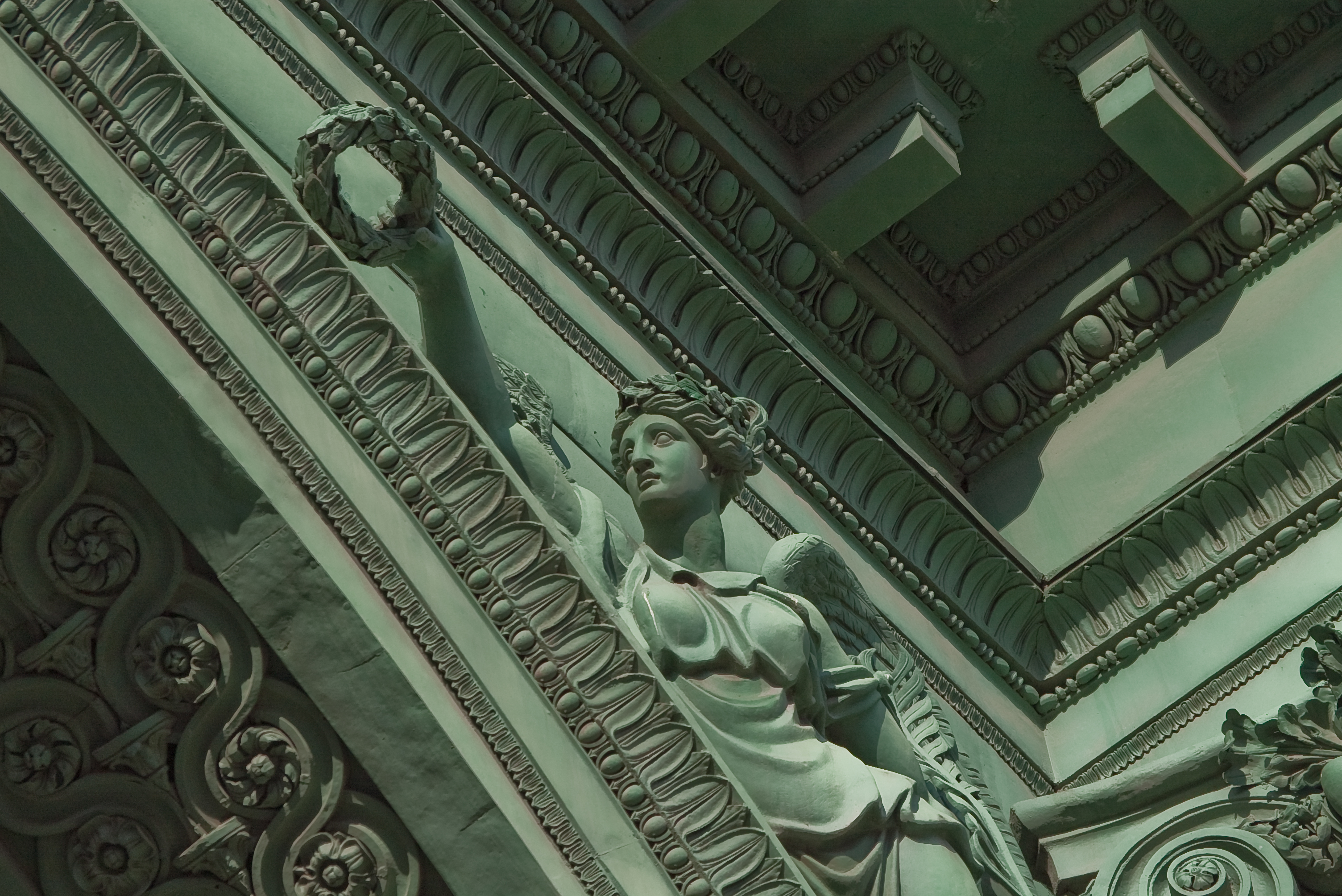
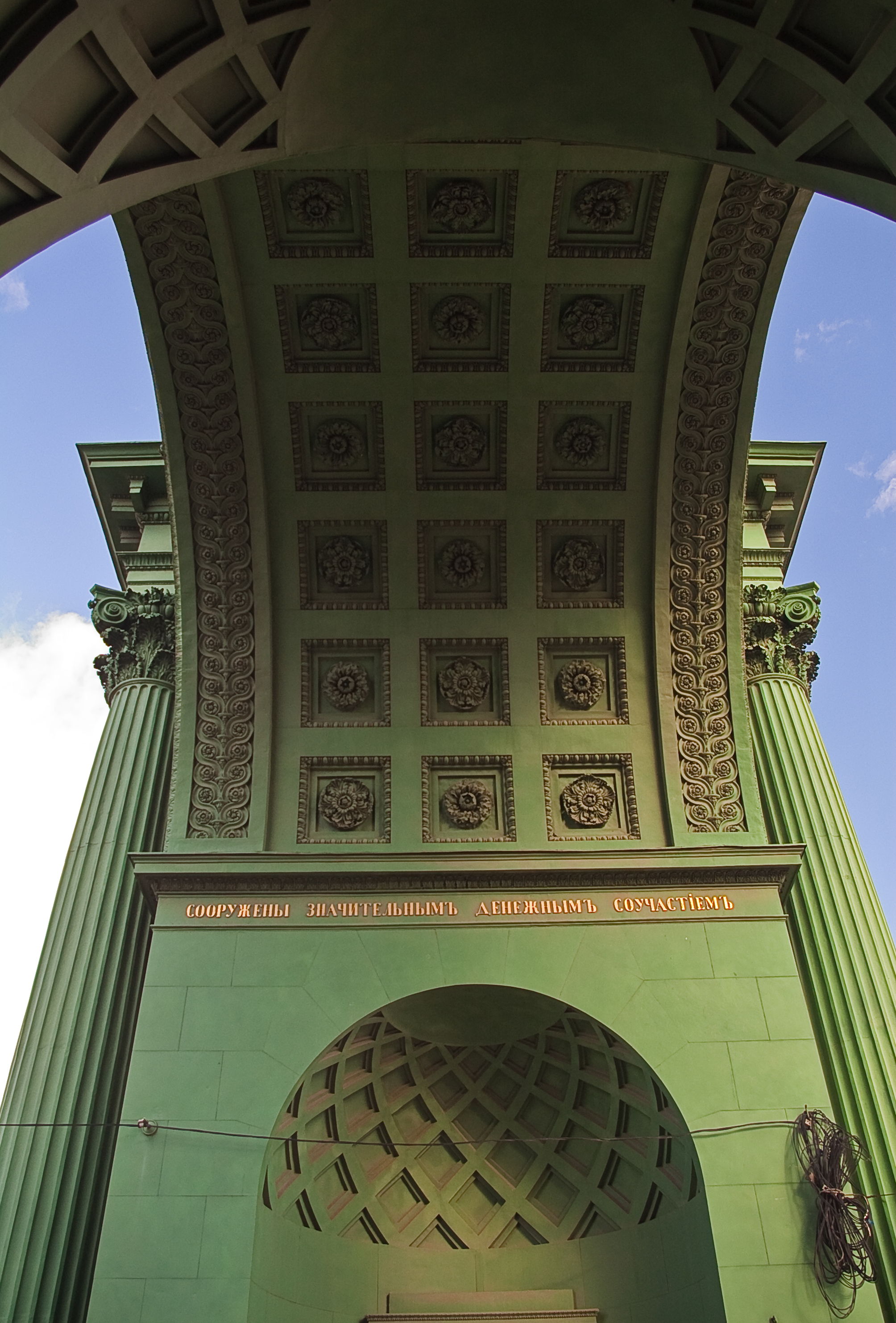
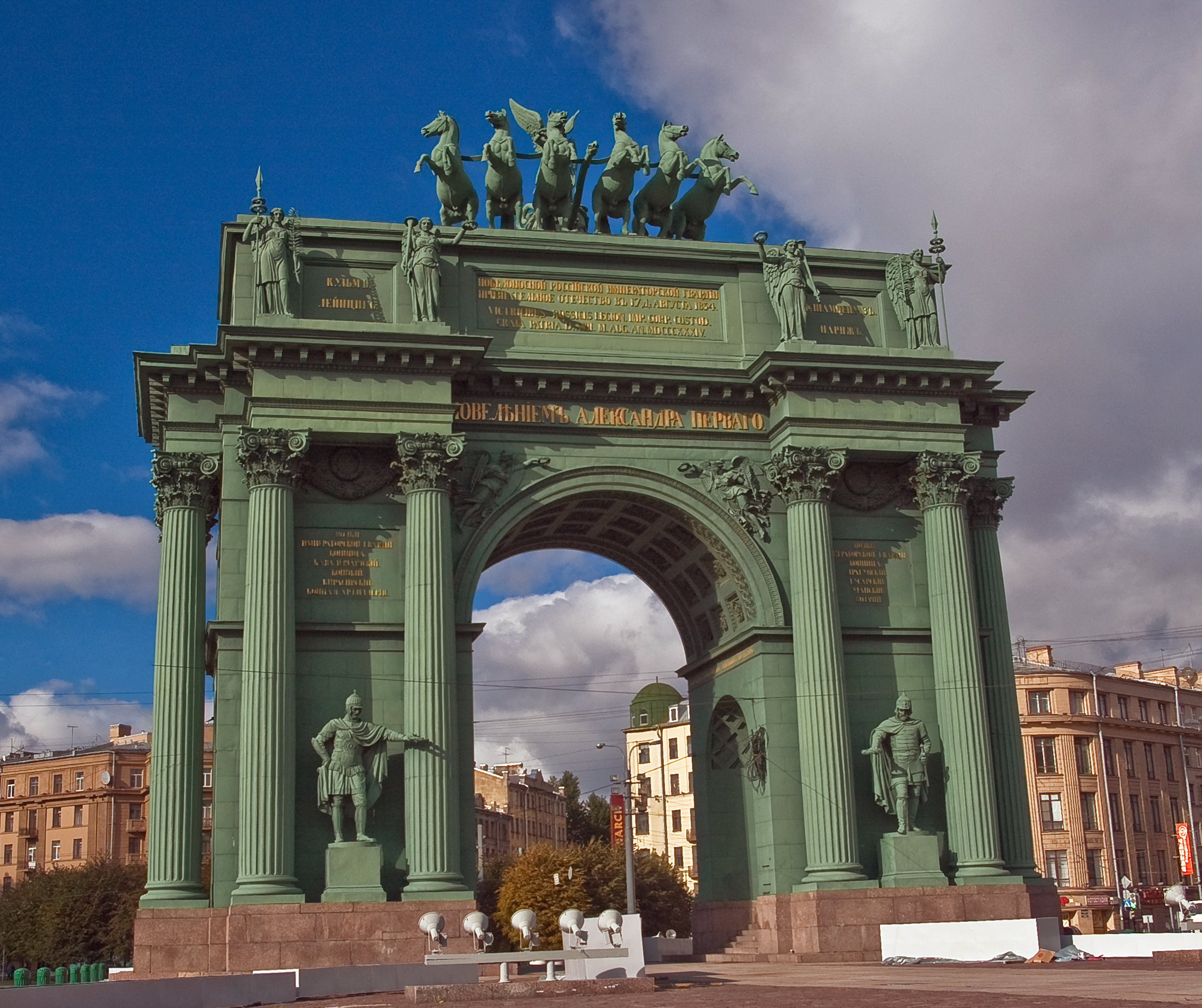
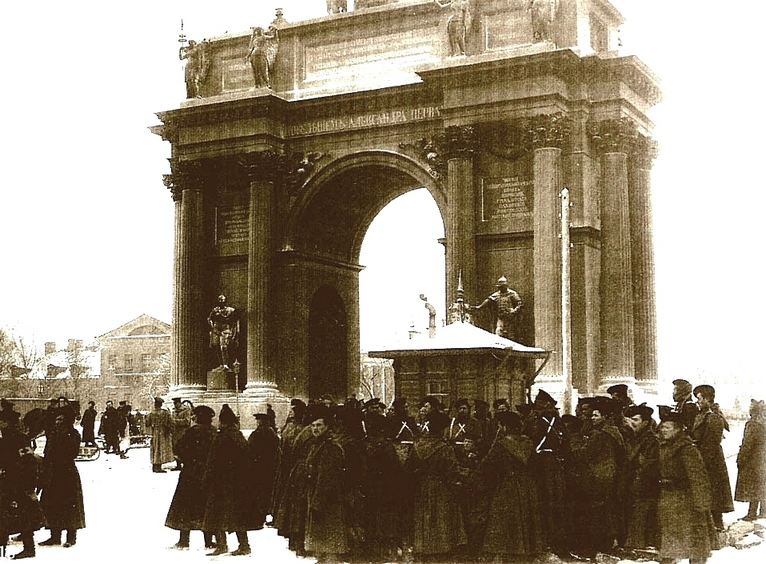
L'armée prend position, la veille du dimanche rouge, devant l'Arc de triomphe de Narva